# 蔡耀景
蔡耀景（1919年6月2日—），嘉義朴子人，一生經歷多重國家暴力，大半輩子在牢獄中度過。2019年2月27日，促進轉型正義委員會撤銷蔡耀景有罪之判決。

## 生平經歷
蔡耀景在朴子公學校畢業後，前往日本大學高工部就讀，畢業後在日本工作二年才又回到台灣，後來以技術人員的身分調往海外，前往新加坡、馬來西亞。在塞班島陷落後，由於戰況危急，技術人員現地編成軍隊，蔡耀景則協助軍隊裡的翻譯工作。
1947年6月，蔡耀景返回台灣。在二二八事件期間參加市民自衛隊，並且主動釋放了當時被囚禁的外省民眾。事件平息後，蔡耀景自此被列入國民政府黑名單。蔡耀景當下決定主動至警察局辦理「自新」，政府卻不予受理，認為蔡耀景在二二八事件中擔任小隊長，罪無可逭，並用流氓名義持續通緝蔡耀景，隨後逮捕時遭槍擊中胸部，險些喪命，後當局以內亂罪名判處有期徒刑。